# Lzip
lzip ist ein freies Datenkompressionsprogramm für Unixoide Systeme, das die Nutzung des modernen Lempel-Ziv-Markow-Algorithmus (LZMA) in von üblichen Unix-Kompressionswerkzeugen gewohnter Weise erlaubt.
Es hat eine den etablierten Linux-Packwerkzeugen gzip und bzip2 sehr ähnliche Handhabung, nutzt ein neues Dateiformat mit zu deren Formaten vergleichbaren Eigenschaften und erledigt wie diese ebenfalls das Archivieren mehrerer Dateien nicht selbst, sondern setzt dafür auf die Kombination mit reinen Archivformaten wie tar. Für lzip-Archive sind die Dateinamenserweiterung .lz und der MIME-Type application/x-lzip vorgesehen. Bei dem Format wurde besonderer Wert auf Integritätsprüfung gelegt, wofür eine 64-Bit-Prüfsumme integriert ist.
lzip ist von Antonio Diaz in C++ geschrieben und wird als freie Software auch im Quelltext unter den Bedingungen von Version 2 oder später der GNU General Public License (GPL) verbreitet.
Mit seiner Zielsetzung und seinen Eigenschaften steht es in direkter Konkurrenz zu den XZ Utils.
Es existiert auch eine Multithreading-Version von lzip namens plzip, die auf einem Mehrprozessorsystem alle CPU-Kerne nutzen kann. Dadurch wird meist eine große Zeitersparnis erzielt. Die erzeugte .lz-Datei ist in der Regel etwas größer als eine mit lzip erzeugte Version, aber voll kompatibel. Sie kann von jedem Programm verarbeitet werden, das .lz-Dateien verarbeiten kann, unabhängig davon, ob es auf einem Single- oder Mehrprozessorsystem läuft.

## Nutzung
Das Format der Software-Installationspakete der argentinischen GNU/Linux-Distribution Dragora baut auf lzip.
In populären Linux-Distributionen kann es normalerweise direkt aus den Standard-Paketquellen installiert werden ebenso die parallele Version. GNOMEs Archivverwaltungswerkzeug File Roller und KDEs Archivprogramm „ark“ unterstützen lzip-Dateien.

## Geschichte
Nach 7-Zip, lzma_alone aus dem LZMA SDK und den LZMA Utils, bot lzip 2008 erstmals eine vollständige Lösung zur Nutzung von LZMA in Unix-Manier – komplett mit nativer Uni*-Unterstützung, einer für Unix-Nutzer vertrauten (gzip-ähnlichen) Benutzerschnittstelle und einem neuen Unix-freundlichen Containerformat mit Prüfsummen und Magischen Zahlen.
lzip konnte sich allerdings nur teilweise durchsetzen, bevor die LZMA Utils entsprechend weiterentwickelt wurden und nun unter dem Namen „XZ Utils“ ähnliches boten. Die XZ Utils und ihr Dateiformat haben gegenüber lzip (und dessen Format) mittlerweile eine größere Verbreitung erlangt.